# Thylacinus yorkellus
Thylacinus yorkellus (лат.) — вымершее хищное сумчатое млекопитающее, представитель рода сумчатых волков.

## Таксономия
Вид, описанный Адамом Йейтсом в 2015 году, был выделен в результате исследования левой зубной кости тилацинида, обнаруженного на участке Куррамулка в Южной Австралии. Голотип был исследован Невиллом Пледжем, который в 1992 году отметил возможность принадлежности его новому виду.
Видовой эпитет сочетает в себе название региона, в котором он был открыт, полуостров Йорк, и латинский ellus, уменьшительно-ласкательный суффикс, обозначающий вид, который был мельче, чем вымерший в начале XX века Thylacinus cynocephalus.

## Описание
Сравнительно небольшой вид Thylacinus, живший в эпоху позднего миоцена. Ученый, описавший вид предполагает, что данные подтверждают существование вида в более позднем плиоцене. Голотип вида, зубная кость, сохраняет три премоляра, два из четырех моляров, клык и альвеолы резца. Четвертый моляр отсутствует. Образец был сломан в области третьего моляра, поэтому на нем нет признаков наличия четвертого.
Расчетный вес двух известных экземпляров, рассчитанный с помощью регрессивного анализа, определен как 17,8 и 15,9 кг. Средняя масса тела T. cynocephalus была больше, чем эта оценка, около 30 кг, а этот вид был намного меньше предполагаемого диапазона веса, от 38,7 до 57,3 кг, для Thylacinus potens и Thylacinus megiriani.